# Murale w Kijowie
Murale Kijowa są serią murali namalowanych na bokach budynków w mieście Kijów od 2014 które przedstawiają sztukę współczesną i tradycyjną. W całym mieście, na powierzchni mierzącej około 285 kilometrów kwadratowych, znajduje się więcej niż 160 murali. Murale nie są finansowane przez rząd, ale przez niezależnych sponsorów lub przez grupy artystyczne.

## Wybrane Dzieła

### The Rebuild
„The Rebuild” („Odbudowa”) jest to mural autorstwa australijskiego artysty street art Fintan Magee, namalowany w 2015 roku. Mural przedstawia samotną kobietę trzymającą garść gałęzi w ramionach, stojącą w wodzie do kostek, pozornie po powodzi. Motyw powodzi powtarza się w wielu dziełach Magee’a i praca ta wydaje się przedstawiać pierwsze kroki odbudowy po katastrofie.

### Serhiy Nihoyan
„Serhiy Nihoyan” to mural nazwany na cześć pierwszej osoby, zabitej podczas zamieszek w 2014 w odpowiedzi na ustawy antyprotestowe na Ukrainie, ukraińskiego aktywisty postrzelonego przez Berkut podczas demonstracji. Portret był stworzony przez Alexandra Fartu i znajduje się w Niebiańskim Placu Stu (ukr. Сквер Небесної Сотні), przestrzeni komunalnej stworzonej z pustej działki.

### Revival
„Revival” („Odżycie”) to jest wspólne dzieło francuskiej pary artystycznej Seth x Kislow, które jest uważane za najbardziej rozpoznawalny mural w Kijowie. Stworzony w kwietniu 2014, mural przedstawia motywy ukraińskiej dumy i nadziei na przyszłość.

### Święty Jerzy
„Święty Jerzy” (ukr. „Святий Юрій”) to jest mural  alegoryczny autorstwa artysty AEC, odwołujący się do legendy  świętego Jerzego i smoka. Dzieło niesie współczesne przesłanie polityczne, z dwugłowym smokiem reprezentującym Rosję na zachodzie i NATO na wschodzie dzielące Ukrainę.

### Zwiastun Życia
„Zwiastun Życia” jest muralem autorstwa Alexandra Britceva, przedstawiającym białą wronę otoczoną przez czarne wrony. Mural jest schowany w dziedzińcu, i nawiązuje się do historii o trzech wronach, które były trzymane w tym dziedzińcu w klatce przez dwadzieścia lat.

### Beztytułowe dzieło Xav
Javier Robledo, znany profesjonalnie jako Xav, stworzył beztytułowy mural przedstawiający uśmiechającego się chłopca z poparciem organizacji artystycznej Art United Us w 2017 roku. Mural spowodował kontrowersje pośród lokalnej społeczności bo przedstawiał czarne dziecko. Już w czasie jego powstawania doszło do sprzeciwów na tle rasistowskim. Jednakże Robledo nie miał finansowych zobowiązań w stosunku do lokalnego rządu ani społeczności i mural został dokończony, aczkolwiek dwa tygodnie później niż planowano.